# Tänze aus Galanta
Tänze aus Galanta ist der Titel einer Komposition von Zoltán Kodály aus dem Jahr 1933. Es ist eine Sammlung von volkstümlich inspirierten Tänzen der Sinti und Roma aus der Gegend um Galanta, einer Stadt in der heutigen Slowakei, in der Kodály seine Jugendzeit verbrachte, und die damals zu Österreich-Ungarn gehörte. Das Werk gehört zu den bekanntesten des Komponisten und wird von namhaften internationalen Sinfonieorchestern oft aufgeführt.

## Geschichte des Werks
Für die Tänze verwendete Kodály verschiedene Motive der von sogenannten Zigeunerkapellen gespielten ungarischen Volksmusik. In Galanta gab es eine auch überregional bekannte Kapelle, die von einem Fiedler namens Mihók geleitet wurde und dessen Weisen in Kodálys Kompositionen einflossen. 1927 hatte Kodály bereits mit den Marosszéker Tänzen, einer Klavier-Suite (Orchesterfassung von 1930), ein Stück mit ähnlichem folkloristischen Charakter komponiert.
Kodály selbst schreibt zu seinen Tänzen aus Galanta im Vorwort der Partitur: Galánta ist ein kleiner ungarischer Marktflecken an der alten Bahnstrecke Wien–Budapest, wo der Verfasser sieben Jahre seiner Kindheit verbrachte. Damals wohnte dort eine berühmte Zigeunerkapelle, die dem Kinde den ersten „Orchesterklang“ einprägte. Um 1800 erschienen in Wien einige Hefte ungarischer Tänze, darunter eines „von verschiedenen Zigeunern aus Galántha“. Jenen Heften entstammen die Hauptmotive dieses Werkes. Anlass für die Komposition war das 80-jährige Bestehen des 1853 gegründeten Budapester Philharmonischen Orchesters im Jahr 1933. Die Widmung lautet: A Budapesti Filharmóniai Társaság alakulásának 80. évfordulójára. Die Uraufführung fand am 23. Oktober 1933 unter der Leitung von Ernst von Dohnányi statt.
Das Stück gehört zum Repertoire der Berliner Philharmoniker, des Kölner Gürzenich-Orchesters, der Münchner und Wiener Philharmoniker. Auch die Wiener Symphoniker und das italienische Orchestra Sinfonica Siciliana haben das Werk im Programm.

## Musikalischer Charakter und Instrumentierung
Die Komposition hat fünf ineinander übergehende Sätze und weist eine folkloristische Farbigkeit der Instrumentierung auf. Geprägt wird die an den Verbunkos, einem ungarischen Tanz- und Musikstil, der dazu diente auf dem Land Soldaten anzuwerben, angelehnte Musik von synkopisierten harten Rhythmen und apart-unebenen Melodien.
Das Stück beginnt mit einer langsamen Einleitungsmelodie, dem Lassú (langsam), in der sich die virtuos gespielte Klarinette mit einem langen Solo hervortun kann. Motive dieser Melodie ziehen sich durch die erste Hälfte des Stücks wie ein Rondo. Später spielen auch die Flöten und andere Holzblasinstrumente kurze Soli. In der zweiten Hälfte erscheinen neue Melodien, im Tempo maestoso, in der ungarischen Musik friss (frisch) genannt, die nun zu einem richtigen schnellen Tanz werden. Das Tempo steigert sich im Verlauf, wird wieder geringer (Andante) und erneut gesteigert, um in einem temperamentvollen fulminanten Finale, in dem die eingangs erklingende Klarinette zusammen mit der Flöte noch einmal eine kurze Verzögerung mit einer virtuosen Kadenz hineinbringt, das Stück dann in voller Lautstärke zu beenden. Das Werk dauert etwa 15 Minuten.
Als Instrumentierung sieht Kodály diese Instrumente eines großen Sinfonieorchesters vor:
- erste und zweite Flöte, Piccoloflöte,
- erste und zweite Oboe,
- erste und zweite A-Klarinette,
- erstes und zweites Fagott,
- vier Hörner in F,
- erste und zweite Trompete in C,
- Pauken,
- Schlagzeug,
- eine Streichergruppe bestehend aus erster und zweiter Violine, Violen, Violoncelli und Kontrabässen